# 튀니지의 국기

튀니지의 국기 (비율 2:3)

튀니지의 국기는 1831년에 채택되었으며, 1959년 6월 1일에 공식 제정되었다. 현재의 국기는 1999년에 수정되었다. 붉은색은 순교자의 피를, 흰색 원은 평화를 의미한다. 흰색 원 안에 그려진 붉은색 초승달은 무슬림의 단결을, 붉은색 별은 이슬람교의 다섯 기둥을 의미한다.

## 규격과 색상

튀니지의 국기 규격

튀니지의 국기 규격은 다음과 같다.
튀니지의 국기 색상은 다음과 같다.
| 색상 | 빨강               | 하양                  |
| ---- | ------------------ | --------------------- |
| RGB  | 231–0–19 (#E70013) | 255–255–255 (#FFFFFF) |

## 그 외의 기

튀니지의 대통령기

## 역대 튀니지의 국기

프랑스령 튀니지의 기
1959년부터 1999년까지 사용된 튀니지의 국기